# Торе Сан Грегорио (Фрозиноне)
Торе Сан Грегорио је насеље у Италији у округу Фрозиноне, региону Лацио.
Према процени из 2011. у насељу је живело 62 становника. Насеље се налази на надморској висини од 112 м.